# Thalassoma pavo
Thalassoma pavo (лат.) — вид лучепёрых рыб семейства губановых (Labridae). Популярен в аквариумной торговле.

## Описание

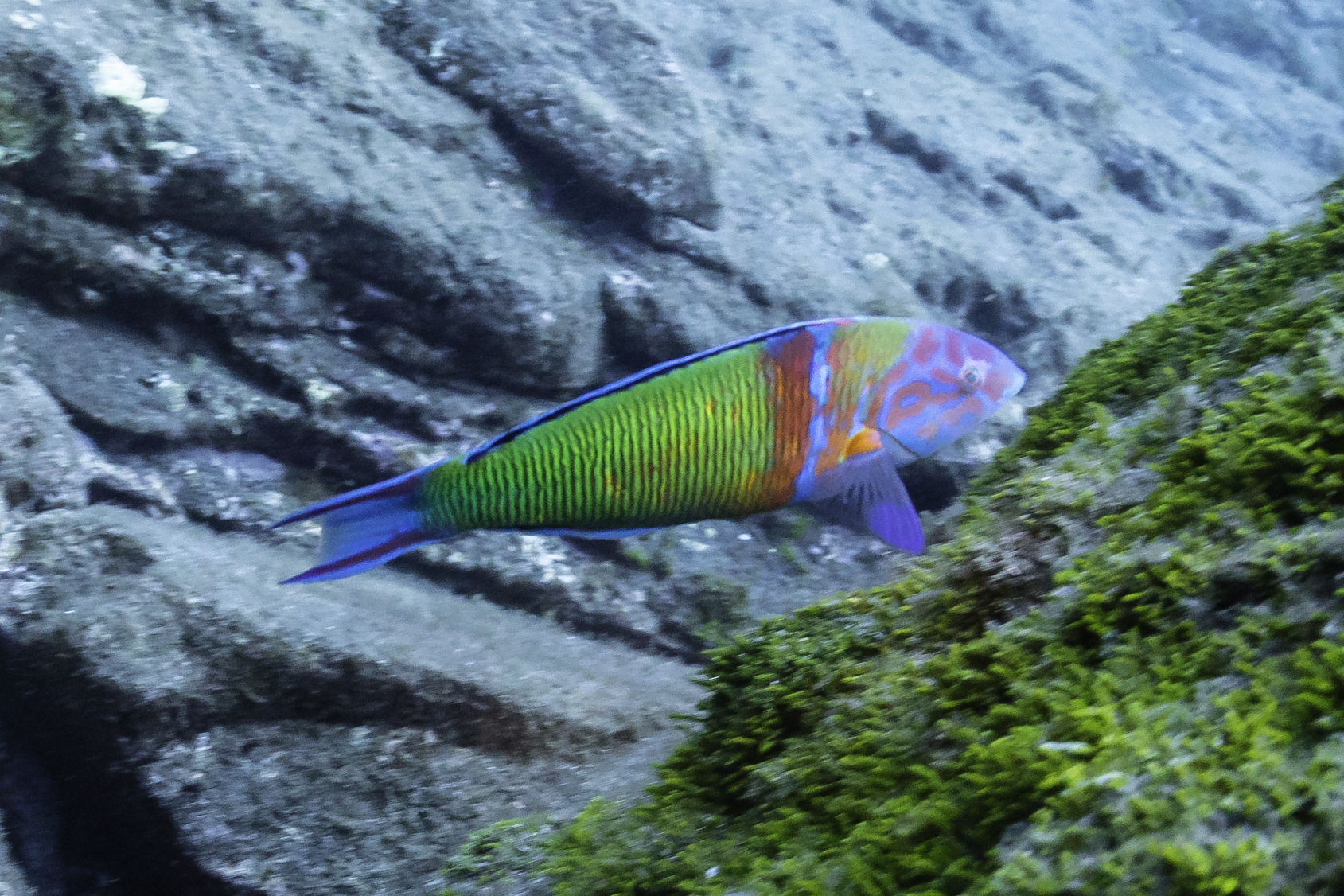

Тело удлинённое, несколько сжато с боков. Голова заострённая. Рыло короткое, тупое с маленьким конечным ртом и толстыми губами. Длина головы примерно равна высоте тела. Зубы на челюстях мелкие, клыкообразные; расположены в один ряд. В передней части каждой челюсти по два крупных клыкообразных зуба. В спинном плавнике 8 колючих и 12—13 мягких лучей. В анальном плавнике 3 жёстких и 10—12 мягких лучей. Хвостовой плавник у взрослых рыб серпообразный с удлиненными внешними лучами, образующими нити. В боковой линии 26—31 чешуи.
Павлинья талассома демонстрирует половой диморфизм. Самки зеленовато-коричневые с темной полосой на каждой чешуе и пятью голубоватыми вертикальными полосами. У самцов красные головы с синими отметинами. Вертикальная синяя полоса с красными краями проходит от начала основания спинного плавника через основание грудного плавника до брюха. Хвостовой плавник у обоих полов бирюзовый. Молодые особи в целом зеленые, с чёрным пятном посередине спины, расположенным непосредственно под спинным плавником.
Максимальная длина тела 25 см, обычно до 20 см.

## Распространение

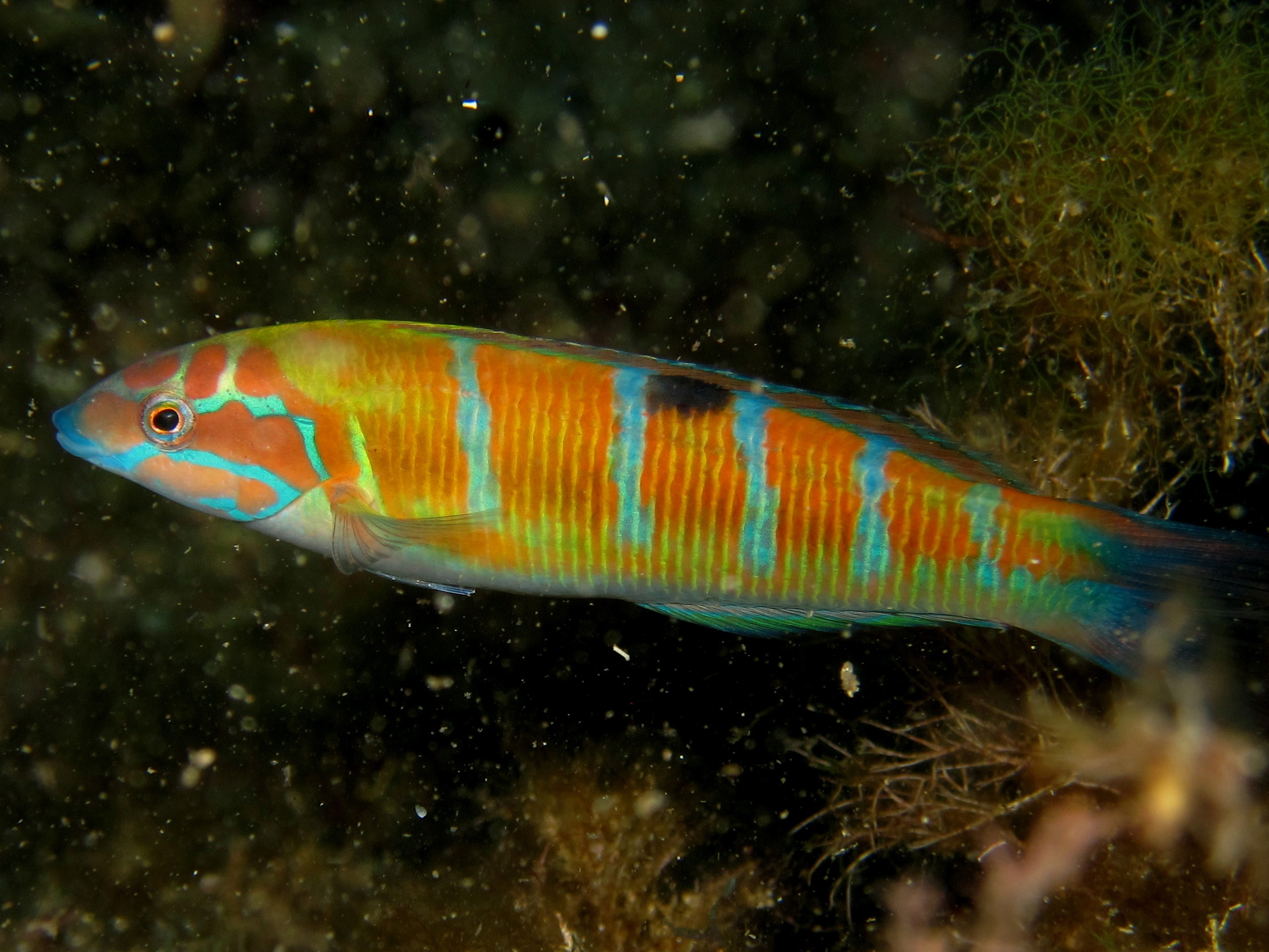

Распространены в восточной части Атлантического океана и Средиземном море. В восточной части Атлантики встречаются от Португалии на юг вдоль побережья Западной Африки до Сенегала, включая архипелаги Макаронезии (острова Зеленого Мыса, Канарские острова, Мадейра, Азорские острова). В Средиземном море встречаются вдоль всего африканского и азиатского побережьях и у большинстве северных побережий, за исключением северных частей Адриатики и некоторых частей северо-западного Средиземноморья. Однако глобальное потепление может позволить декоративным губанам расширяться на север, и их все чаще собирают в Лигурийском море и у берегов Прованса. В Чёрном море отсутствует.

## Среда обитания и биология
Обитают на каменистых участках, где есть заросли водорослей и морской травы Posidonia, на глубине от 0 до 150 метров. Часто встречаются у антропогенных сооружений, включая затонувшие корабли, пирсы и пристани. Самки и молодые особи обычно живут небольшими группами, в то время как взрослые самцы ведут одиночный образ жизни. Его диета состоит из мелких моллюсков и ракообразных, а молодь будет действовать как рыба-чистильщик, питаясь эктопаразитами, снятыми с кожи других рыб. Ночью они зарываются в песчаные места, энергично тряся хвостом, и проводят ночь на боку в песке.
Thalassoma pavo является последовательным протогиническим гермафродитом. Все особи рождаются самками и только в течение жизненного цикла часть особей изменяет пол и становится самцами. При этом происходит изменение окраски тела. В период размножения самцы становятся территориальными и охраняют гарем. Нерест происходит весной, икра пелагическая.

## Использование людьми
Это карьерный вид для местного рыболовства в восточном Средиземноморье и на Макаронезийских архипелагах, его ловят на крючок, леску и ловушки. Он также встречается в аквариумной торговле.

## Галерея

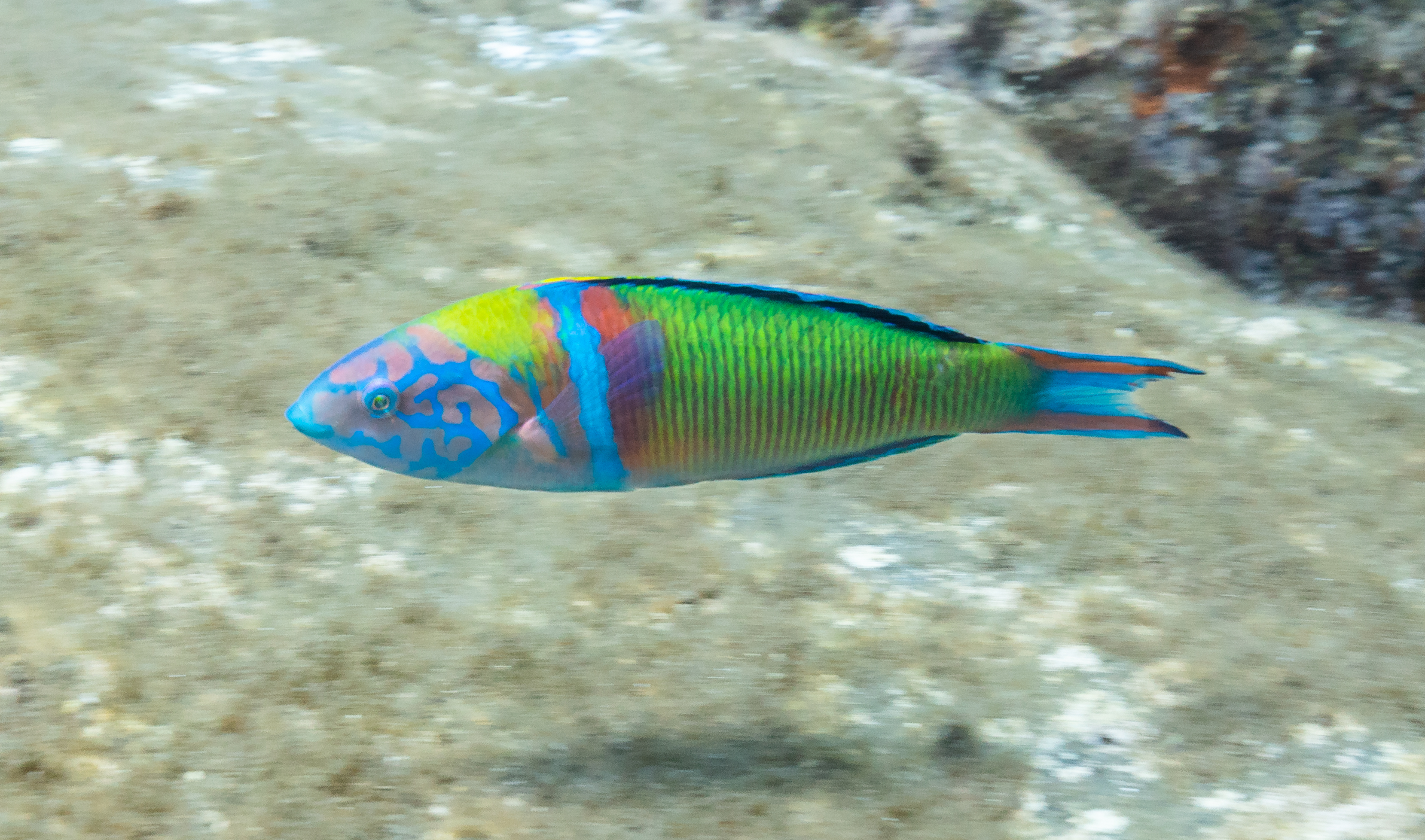
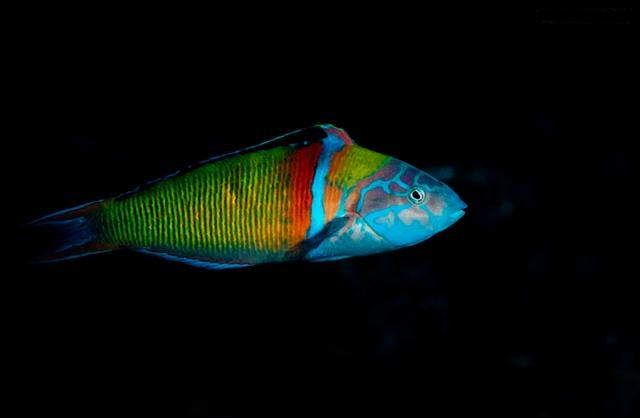
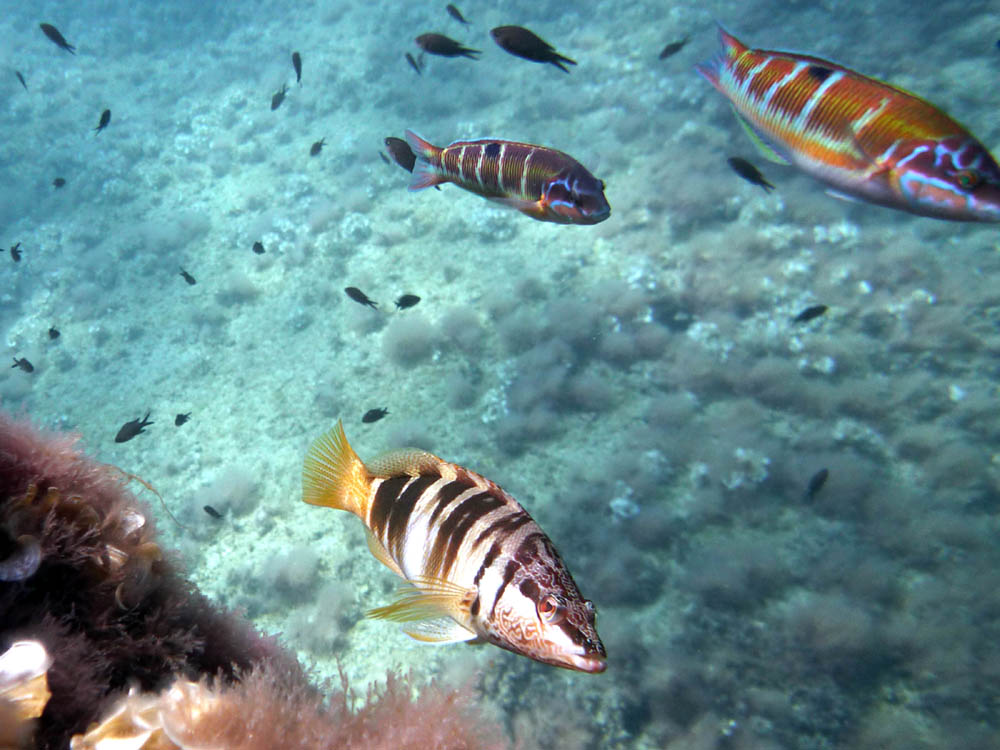